# David Davis (football)
Pour les articles homonymes, voir David Davis et Davis.
David Lowell Davis, né le 20 février 1991 à Smethwick, est un footballeur anglais qui évolue au poste de milieu de terrain à Forest Green Rovers.

## Biographie
Le 11 août 2014, il rejoint le club de Birmingham City, équipe évoluant en Championship.
Le 24 février 2015, il inscrit deux buts en championnat lors d'un match face à Ipswich Town.
Le 31 juillet 2020, il est prêté à Charlton Athletic.
Le 17 juin 2022, il rejoint Forest Green Rovers.

## Palmarès
- Champion d'Angleterre de League One (troisième division) en 2014 avec Wolverhampton